# Colson Whitehead
Colson Whitehead   (Nova York, 6 de novembre de 1969) és un escriptor afroamericà que va rebre el Premi Pulitzer d'Obres de Ficció del 2017 per la novel·la El ferrocarril subterrani i Els nois de la Nickel.

## Biografia
Colson Whitehead va créixer a Manhattan i es va graduar a la Universitat Harvard. Va començar a treballar a Village Voice, fent ressenyes sobre llibres, música i televisió. La seva primera novel·la The Intuitionist (1999) va ser finalista del premi PEN/Hemingway i va guanyar el premi New Voices del The Quality Paperback Book Club. El seu segon llibre, John Henry Days (2001), va ser finalista del National Book Critics Circle Award, del Premi Los Angeles Times de Ficció i del Premi Pulitzer. També va rebre el premi Young Lions Fiction i el Premi Anisfield-Wolf Book. El 2003 va publicar The Colossus of New York, un assaig sobre aquesta ciutat. La següent novel·la, Apex Hides the Hurt (2006), va ser finalista del PEN/Oakland Award. Sag Harbor (publicada el 2009) va ser finalista del del PEN/Faulkner i del Hurston/Wright Legacy Award. El 2011 publica el bestseller Zone One i, el 2014, The Noble Hustle: Poker, Beef Jerky & Death. Colson Whitehad ha publicat articles, ressenyes i relats de ficció en prestigioses publicacions com New York Times, The New Yorker, New York Magazine, Harper's i Granta.
El 2016 va publicar The Underground Railroad, traduït al català amb el títol El ferrocarril subterrani (Edicions del Periscopi, 2017), que narra la fugida d'una esclava de la plantació i que ha obtingut, entre d'altres, els prestigiosos premis National Book Award del 2016, el Premi Pulitzer d'Obres de Ficció del 2017 i l'Indies Choice Book Award del 2017 al millor llibre de ficció per a adults de l’any.

## Obres

### Ficció
1. The Intuitionist (1999)
2. John Henry Days (2001)
3. Apex Hides the Hurt (2006)
4. Sag Harbor (2009)
5. Zone One (2011)
6. The Underground Railroad (2016) (El ferrocarril subterrani. Traducció d’Albert Torrescasana. Barcelona, Edicions del Periscopi, 2017)
7. Els nois de la Nickel (2020) (Traducció de Laia Font i Mateu. Barcelona. Edicions del Periscopi, 2020)
8. El ritme de Harlem (2023) (Traducció de Yannick Garcia. Barcelona. Edicions del Periscopi, 2023)

### No ficció
- The Colossus of New York (2003)
- The Noble Hustle: Poker, Beef Jerky & Death (2014)

## Premis i reconeixements
- 2000 Whiting Award
- 2002 MacArthur Fellowship
- 2007 Cullman Center for Writers and Scholars Fellowship
- 2012 Dos Passos Prize[4]
- 2013 Guggenheim Fellowship

Per The Intuitionist
- Quality Paperback Book Club New Voices Award
- Finalist, Hemingway Foundation/PEN Award

Per John Henry Days
- Young Lions Fiction Award
- Anisfield-Wolf Book Award
- Finalista, Pulitzer Prize
- Finalista, National Book Critics Circle
- Finalista, Los Angeles Times Book Prize

Per Apex Hides the Hurt
- PEN Oakland/Josephine Miles Literary Award

Per Sag Harbor
- Finalista, PEN/Faulkner Award for Fiction
- Finalista, Hurston-Wright Legacy Award

Per Zone One
- Finalista, Hurston-Wright Legacy Award

Per The Underground Railroad
- National Book Award for Fiction, 2016[5]
- Carnegie Medal for Excellence in Fiction, 2017[6]
- Premi Pulitzer d'Obres de Ficció, 2017
- Booker Prize, 2017 - Longlist
- Arthur C. Clarke Award, 2017
- Premi Internacional de Literatura IMPAC de Dublín, 2018 - Longlist

Per The Nickel Boys
- Kirkus Prize for Fiction, 2019.[7]
- Premi Pulitzer d'Obres de Ficció, 2020[8]
- Orwell Prize for Political Fiction, 2020[9]
- Premi Alex, 2020.[10]